# Нідеррордорф
Нідеррордорф (нім. Niederrohrdorf) — громада  в Швейцарії в кантоні Ааргау, округ Баден.

## Географія
Громада розташована на відстані близько 85 км на північний схід від Берна, 20 км на схід від Аарау.
Нідеррордорф має площу 3,3 км², з яких на 26,6% дозволяється будівництво (житлове та будівництво доріг), 42,2% використовуються в сільськогосподарських цілях, 29,6% зайнято лісами, 1,5% не є продуктивними (річки, льодовики або гори).

## Демографія
2019 року в громаді мешкало 4134 особи (+19,6% порівняно з 2010 роком), іноземців було 18,6%. Густота населення становила 1241 осіб/км².
За віковим діапазоном населення розподілялося таким чином: 20,5% — особи молодші 20 років, 60% — особи у віці 20—64 років, 19,4% — особи у віці 65 років та старші. Було 1830 помешкань (у середньому 2,2 особи в помешканні).
Із загальної кількості 744 працюючих 24 було зайнятих в первинному секторі, 112 — в обробній промисловості, 608 — в галузі послуг.